# Pachyceras
Pachyceras es un género de ammonites perisfinctoides del Jurásico Medio, etapa del Calloviano superior, es el género tipo de la familia Pachyceratidae. La concha es involuta, subglobular, con un ombligo profundo y flancos aplanados que se inclinan hacia una ventosa redondeada más estrecha, y está cubierta por costillas bajas y muy espaciadas.

## Distribución
Depósitos jurásicos de Egipto, Francia, India, Arabia Saudita y Suiza.